# Cobertizo Nissen

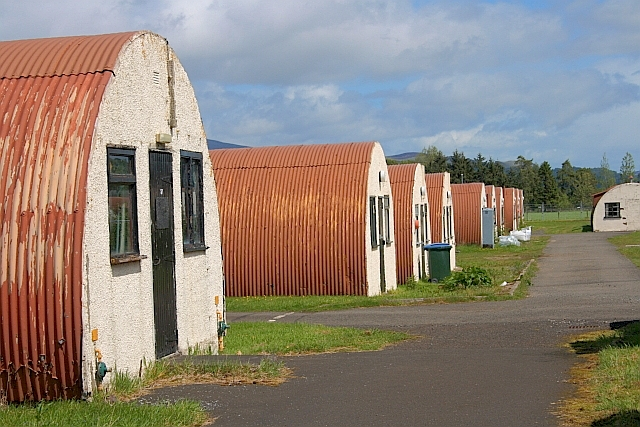
Cobertizos Nissen, en el Campamento Cultybraggan, cerca de Comrie, en el oeste de Perthshire

Un cobertizo Nissen (en inglés Nissen hut) es una estructura de acero prefabricada para uso militar, especialmente como cuartel, hecha de una piel semicilíndrica de hierro corrugado . Diseñado durante la Primera Guerra Mundial por el ingeniero e inventor canadiense-británico nacido en Estados Unidos, el mayor Peter Norman Nissen, también se usó ampliamente durante la Segunda Guerra Mundial, siendo adaptado posteriormente como la barraca Quonset similar en los Estados Unidos.

## Descripción

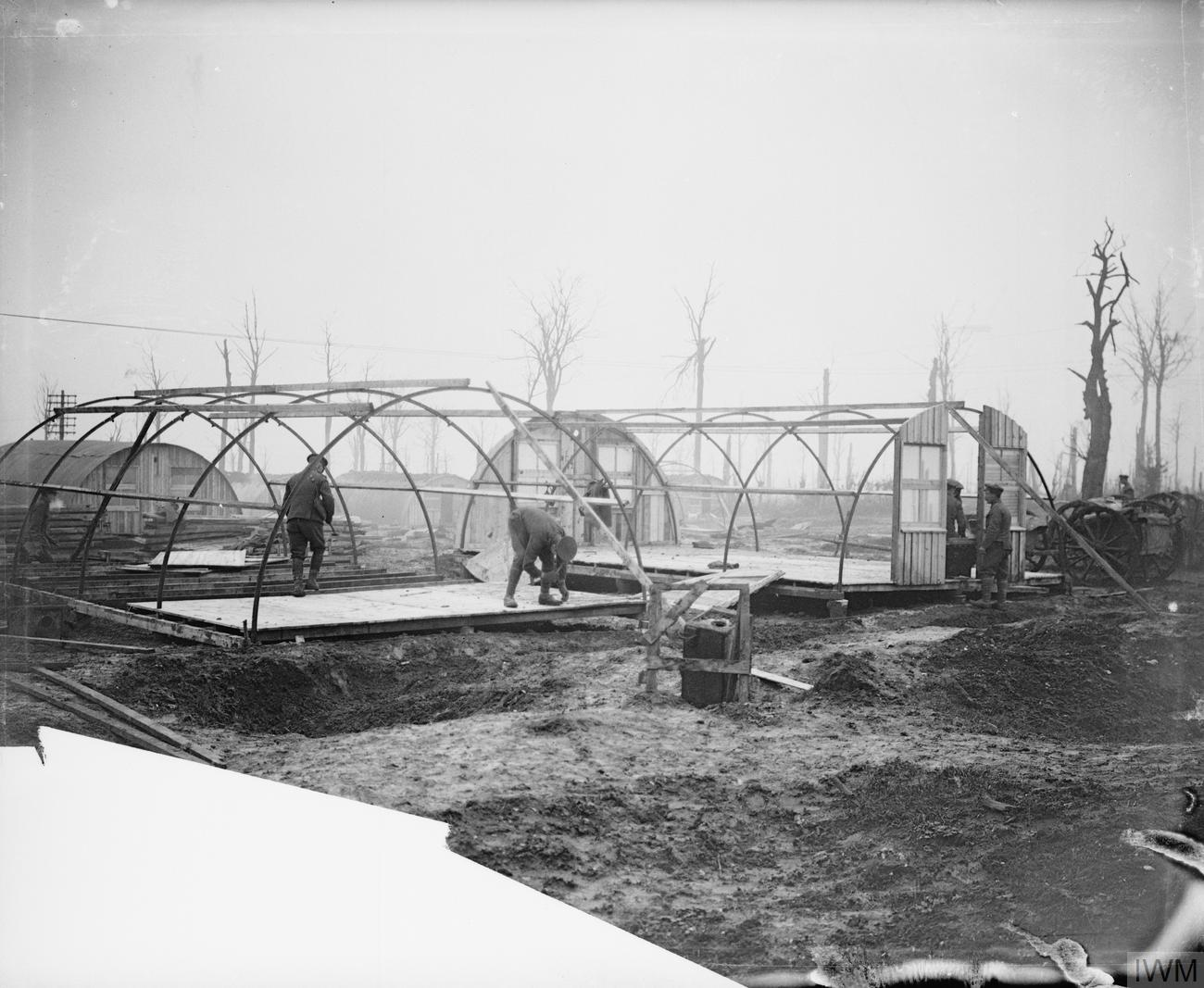
Tropas británicas erigiendo cobertizos Nissen cerca de Bazentin, noviembre de 1916

Un cobertizo Nissen está hecho de una lámina de metal doblada en forma de cilindro y situada en el suelo con su eje en horizontal. La sección transversal no es precisamente semicircular, porque la base del cobertizo se curva ligeramente hacia afuera. El exterior se compone por láminas de acero corrugado curvas de 10 pies y 6 pulgadas, por 2 pies y 2 pulgadas (3,2 × 0,7 m), tendido con un traslapo de dos corrugaciones en el costado y con un traslapo de 6 pulgadas (15 cm) que se superponen en los extremos. Tres láminas de metal corrugado cubren el arco del cobertizo. Están unidos a cinco vigas de madera de 3 × 2 pulgadas (7,5 × 5 cm) y a placas de madera con clavos de 3 × 2 pulgadas en los extremos de las vigas del piso.
Las vigas están unidas a ocho nervaduras en forma de T (1¾ × 1¾ × ⅛ de pulgada; 4,5 × 4,5 × 0,5 cm) fijado en 6 pies y 0,5 pulgada (1.8 m) de los centros. Cada nervadura consta de tres secciones unidas con pernos mediante placas de empalme, y cada extremo está atornillado al piso en los soportes. Con cada nervadura hay dos alambres tensores, uno a cada lado, y un trinquete tensor (o, en algunos casos, un simple tensor de alambre de cercado). Los cables se tensan durante la construcción. Dichos cables tensores no aparecen en la patente original de Nissen.
Las vigas se unen a las nervaduras con un perno de "gancho", que se fija a través de un orificio pretaladrado en la nervadura y se fija a la viga. El perno de gancho es una característica única del diseño de Nissen.
El revestimiento interior puede ser de hierro corrugado horizontal o de un material como tableros prensados unidos a las nervaduras. A veces se utilizaban láminas de fibrocemento onduladas. Si se requiere, el espacio entre el revestimiento y el exterior se puede utilizar para aislamiento y también otros servicios (por ejemplo, electricidad).
Las paredes y los pisos descansan sobre cimientos que consisten en postes de 4 × 4 pulgada (10 × 10 cm) con placas de suela de 15 × 9 pulgada (38 × 23 cm). Sobre estos van soportes de 4 × 3 pulgada (10 × 8 cm) y viguetas de  4 × 2 pulgada (10 × 5 cm) a 2 pies y 10 pulgada (86 cm) de los centros. El piso está hecho de parqués machihembrados.
En cada extremo, las paredes están hechas de un marco de madera con tablas de madera clavadas en el exterior.
Se pueden agregar ventanas y puertas a los lados creando una forma de buhardilla agregando un marco para tomar la pieza superior de hierro corrugado y reemplazando la pieza inferior con un marco adecuado para una puerta o ventana.
Los cobertizos Nissen vienen en tres vanos internos (diámetros)—16 pies (4,9 m), 24 pies (7,3 m) o 30 pies (9,2 m). Las bahías longitudinales vienen en múltiplos de 6 pies (1,8 m), lo que permite que la longitud del cilindro sea cualquier múltiplo de 6 pies.
Los semicírculos de acero corrugado utilizados para construir los cobertizos Nissen se pueden almacenar de manera eficiente porque las láminas curvas se pueden encajar una dentro de otra. Sin embargo, no existe un modelo estándar de cortizo Nissen, porque el diseño nunca fue estático y cambiaba según la demanda, es decir, que son modulares.

## Historia
Entre el 16 y el 18 de abril de 1916, el mayor Peter Norman Nissen de la 29.ª Compañía de Royal Engineers del ejército británico comenzó a experimentar con diseños de cobertizos. Nissen, ingeniero de minas e inventor, construyó tres prototipos de cabañas semicilíndricas. La forma semicilíndrica derivó del techo perforado del cobertizo en la Universidad de Queen, Kingston, Ontario (colapsado en 1896).  El diseño de Nissen estuvo sujeto a una revisión intensiva por parte de sus compañeros oficiales, los tenientes coroneles Shelly, Sewell y McDonald, y el general Clive Gerard Liddell, lo que ayudó a Nissen a desarrollar el diseño. Después de que se completó el tercer prototipo, se formalizó el diseño y el cobertizo Nissen se puso en producción en agosto de 1916. Al menos 100.000 unidades se produjeron en la Primera Guerra Mundial.
Nissen patentó su invento en el Reino Unido en 1916 y más tarde se obtuvieron patentes en los Estados Unidos, Canadá, Sudáfrica y Australia. Nissen recibió regalías del gobierno británico, pero no por los cobertizos construidas durante la guerra, sino que solamente por su venta terminado el conflicto. Nissen recibió unas 13.000 libras esterlinas y recibió la DSO (Orden de Servicio Distinguido).
Dos factores influyeron en el diseño del cobertizo: Primero, el edificio tenía que ser económico en el uso de materiales, especialmente considerando la escasez de material de construcción durante la guerra. En segundo lugar, el edificio tenía que ser portátil e itinerante. Esto fue particularmente importante, en vista de la escasez de espacio logístico durante la guerra. Esto condujo a una forma simple y prefabricada para facilitar su montaje y desmontaje. EL cobertizo Nissen podría ser embalado en un vagón militar estándar y levantada por seis hombres en cuatro horas. El récord mundial de levantamiento, fue de 1 hora 27 minutos.

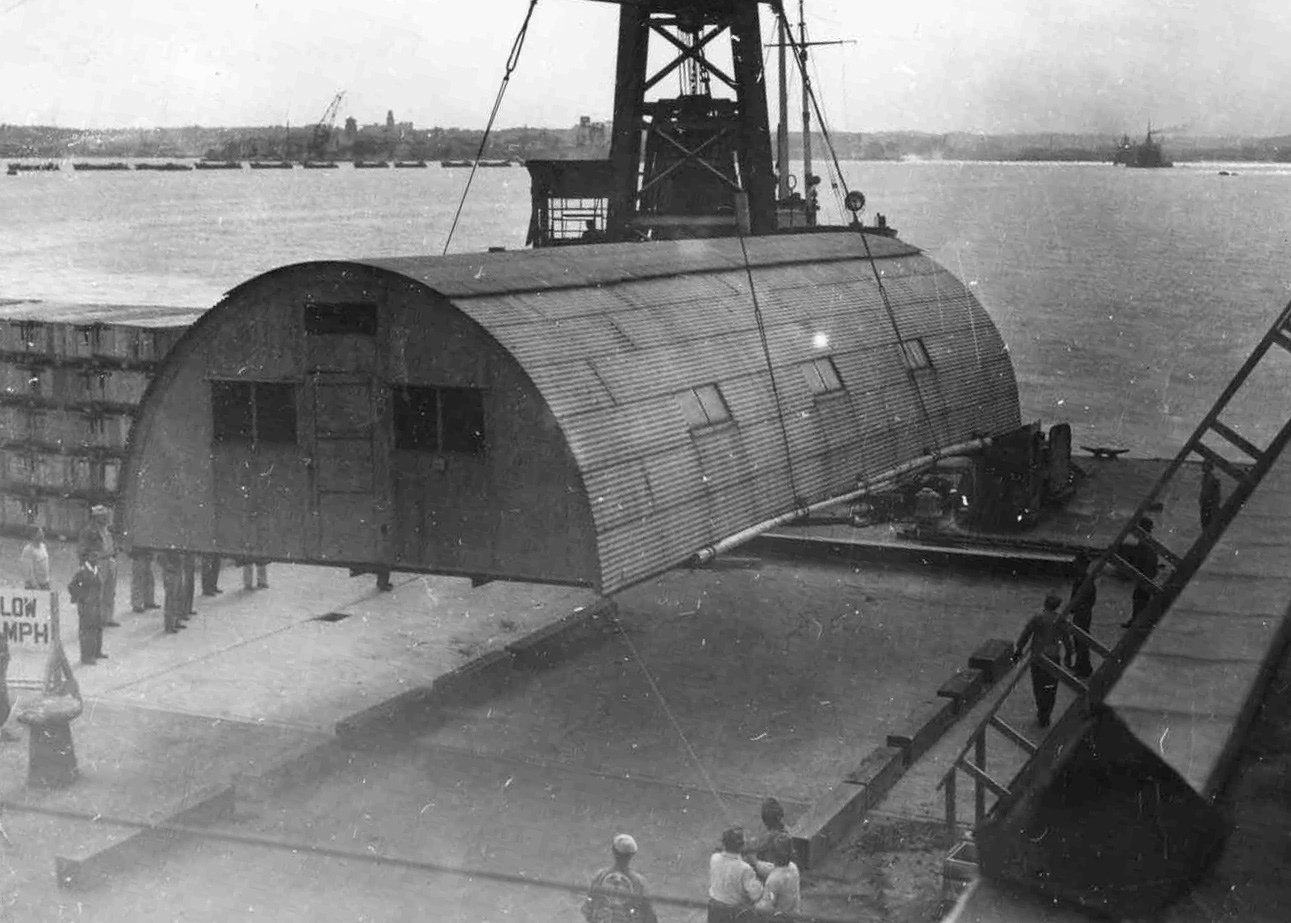
Una versión estadounidense del cobertizo Nissen conocida como Quonset está siendo erigida por ingenieros del ejército.

La producción de cobertizos Nissen disminuyó entre las guerras, pero se reactivó en 1939. Nissen Buildings Ltd. renunció a sus derechos de patente para la producción en tiempos de guerra y en específico durante la Segunda Guerra Mundial (1939-1945). También se desarrollaron tipos de cobertizos de forma similar, en particular la enorme barraca Romney del Reino Unido y la barraca Quonset en los Estados Unidos. Todos los tipos fueron producidos en masa. El cobertizo Nissen se utilizó para una amplia gama de funciones; además de alojamiento, funcionaron como iglesias y almacenes de bombas, entre otros usos. Los relatos de vivencias en los cobertizos en general no fueron positivos. Los cobertizos en el Reino Unido se consideraban frecuenntemente como fríos y con corrientes de aire, mientras que las del Medio Oriente, Asia y el Pacífico se consideraban sofocantes y húmedas.

## Uso como vivienda familiar
Aunque el cobertizo prefabricado fue concebido para satisfacer la demanda de alojamiento en tiempos de guerra, situaciones similares, como los campamentos de construcción, son lugares donde las construcciones prefabricadas son útiles. EL cobertizo Nissen se adaptó a una casa prefabricada más grande de dos pisos y fue comercializada por Nissen-Petren Ltd.
Cuatro de los prototipos originales sobreviven en Queen Camel en Somerset. El modelo estándar de Nissen a menudo se reciclaba para viviendas. Se adoptó un enfoque similar con la barraca estadounidense Quonset al final de la guerra, con artículos publicados de sobre cómo adaptar los edificios para uso doméstico. Aparecieron en revistas como Home Beautiful y Popular Mechanics . 
En Aultbea en Loch Ewe, en Escocia, un gran cobertizo Nissen construido como un cine por la Royal Navy, fue donado al pueblo después de la Segunda Guerra Mundial y sigue en uso como salón comunitario. Otros cobertizos Nissen siguen en pie en Hvalfjörður, Islandia. Estos fueron construidos para albergar personal naval durante la Segunda Guerra Mundial.

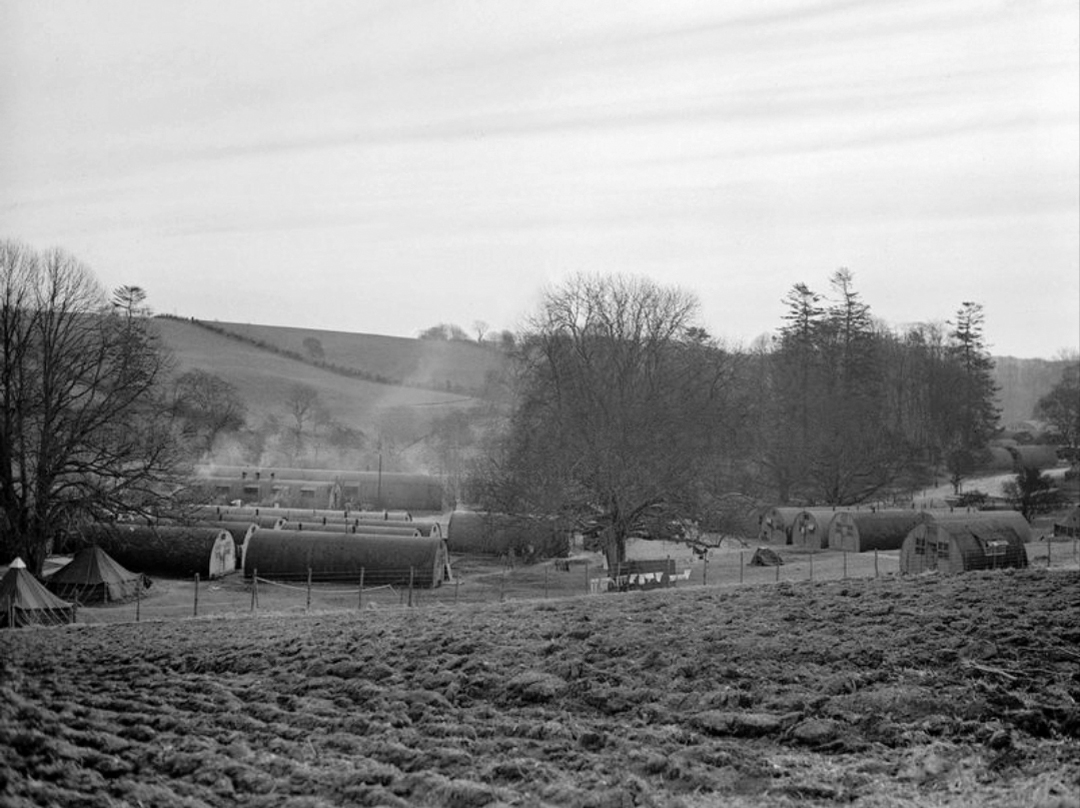
Los cobertizos Nissen se utilizaron como alojamiento de las fuerzas militares estadounidenses en Mount Panther, en Irlanda del Norte, durante la Segunda Guerra Mundial.

Sin embargo, la adaptación del cobertizo semicilíndrico para usos no institucionales, no fue popular. Ni el Nissen ni el Quonset se convirtieron en viviendas populares, a pesar de su bajo costo. Una razón fue la asociación con un cobertizo (Bodega): un cobertizo no era una casa, con todo el estatus que implica una casa. El segundo punto fue que los muebles rectangulares no encajan muy bien en una casa de paredes curvas y, por lo tanto, el espacio utilizable real en una cabaña podría ser mucho menor de lo que se suponía.
En el Reino Unido, después de la Segunda Guerra Mundial, muchos cobertizos se convirtieron para fines agrícolas o industriales, y desde entonces muchos otros se han demolido.

## Uso en Australia
En Australia, después de la guerra, se erigieron cobertizos Nissen en muchos campamentos de inmigrantes en todo el país.
La mayoría de los cobertizos Nissen posteriores a la Segunda Guerra Mundial fueron utilizadas por los gobiernos. Sin embargo, hay una porción que se construyó como vivienda privada. Se construyeron cincuenta cobertizos Nissen en Belmont North, un suburbio de Newcastle, Nueva Gales del Sur, Australia. Fueron diseñados para proporcionar viviendas baratas y listas para usar para las familias inmigrantes británicas de la posguerra. Diecisiete de los cobertizos se han demolido a lo largo de los años, pero el resto se ha reformado, mejorado y  ampliado y sigue siendo popular entre sus propietarios. Sin embargo, los intentos de incluir el patrimonio de las cabañas restantes en 2009 fracasaron ante la oposición de algunos propietarios.
La historia de los inmigrantes de la posguerra de Australia Occidental se ha marcado con la inclusión en la lista del patrimonio estatal de las partes restantes del antiguo campamento de inmigrantes de Main Roads en Narrogin, Australia Occidental. El campamento albergó a inmigrantes europeos que habían sido desplazados por la guerra y se reasentaron en Australia Occidental, como empleados en la construcción de carreteras. El gobierno australiano trabajó con las Naciones Unidas para aceptar, reasentar y proporcionar empleo a muchos miles de europeos después de la Segunda Guerra Mundial.
Main Roads fue uno de los tres campamentos de inmigrantes establecidos en Narrogin a fines de la década de 1940 y se usó hasta mediados de la década de 1950. Las condiciones del campamento eran básicas, con inmigrantes viviendo en tiendas de campaña y cobertizos Nissen. Los tres cobertizos son las únicas construcciones que sobreviven. Los inmigrantes de la posguerra jugaron un papel vital en el desarrollo del estado a través de la construcción de edificios, carreteras y vías férreas para el gobierno estatal y local. Hoy en día, el lugar es utilizado por Main Roads Western Australia como su central regional sur de Wheatbelt .

## Galería

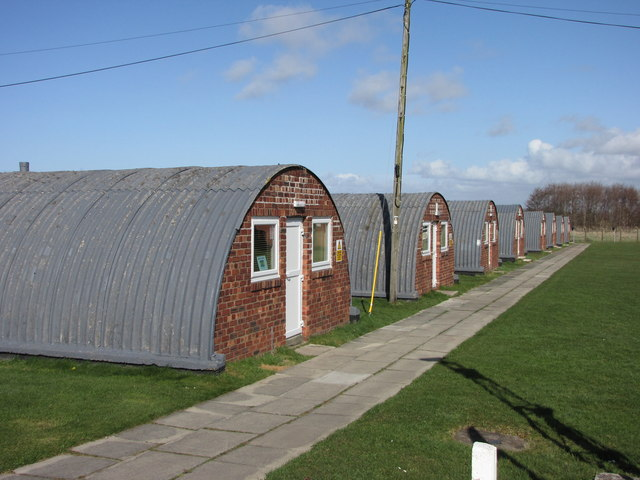
Conjunto de cobertizos Nissen en Altcar Training Camp, Hightown, Merseyside, todavía en uso en 2019. A menudo se usan como lugares de filmación, incluido el drama de Russell T Davies de 2019 Years and Years .
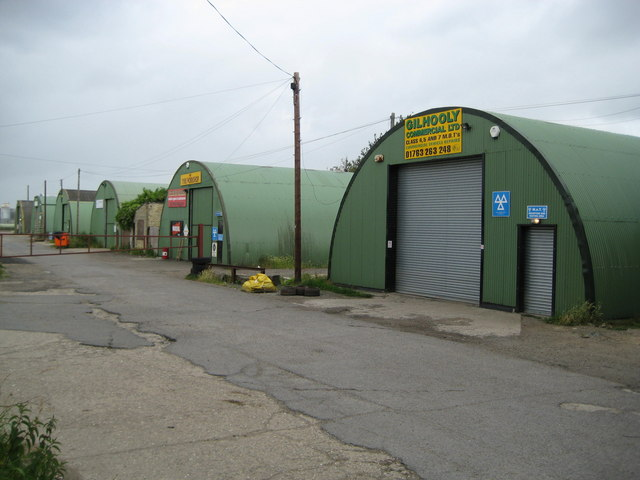
Cobertizos Nissen utilizadas como talleres, Meldreth, Cambridgeshire (2008)
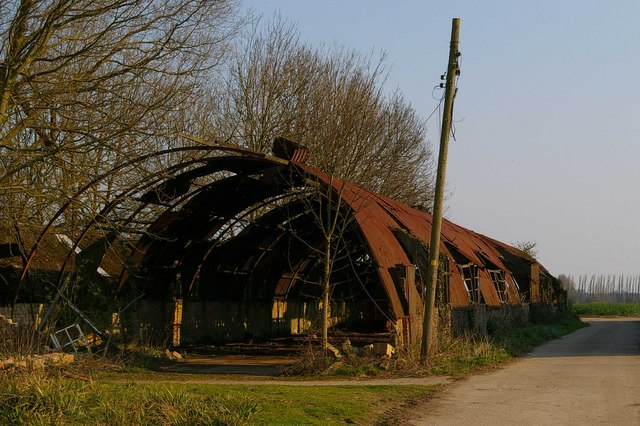
Este cobertizo Nissen en ruinas se encuentra en North End Place Farm, Ford End, Essex
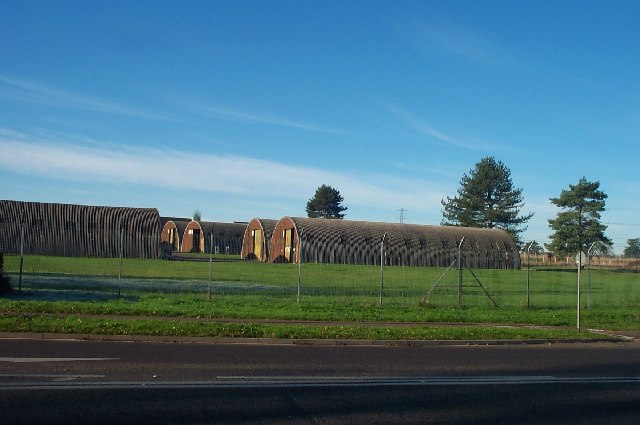
Estos cobertizos formaban parte de la antigua base del ejército en Norton Fitzwarren.
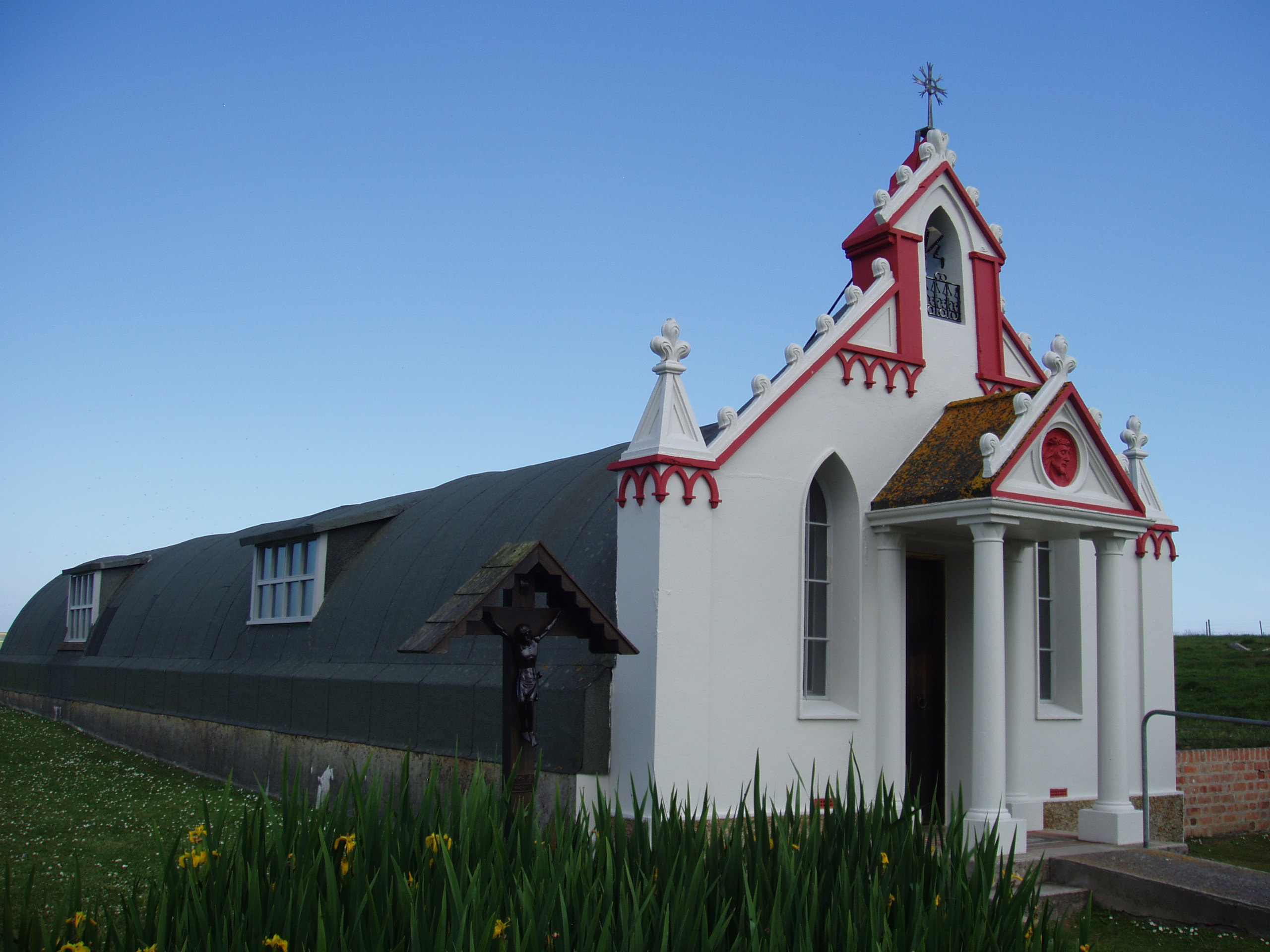
La capilla italiana, construida por prisioneros de guerra italianos en Lamb Holm, Orkney
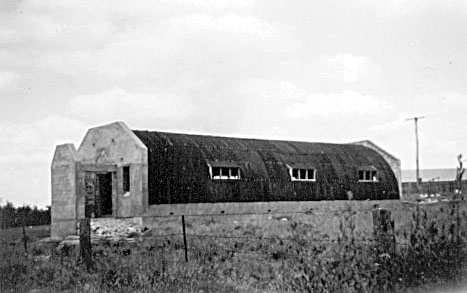
Cobertizo Nissen en Port Lincoln, Australia del Sur, en proceso de convertirse en la Iglesia Presbiteriana de Juan Calvino a principios de la década de 1950. Fue demolido a finales de la década de 1960.
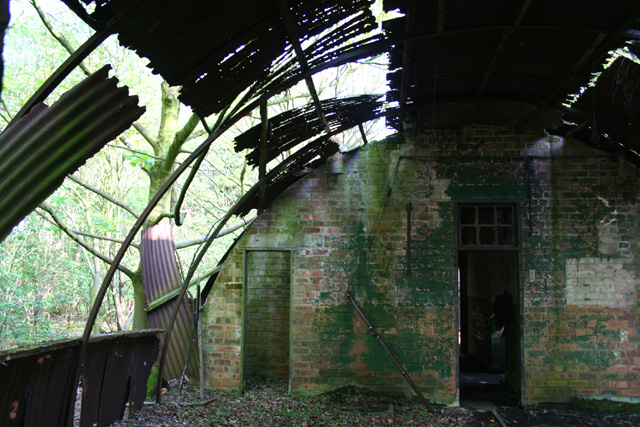
Interior en abandono de un cobertizo Nissen; las láminas de hierro corrugado que forman las paredes y el techo están soportadas por tabiques de ladrillo y vigas metálicas
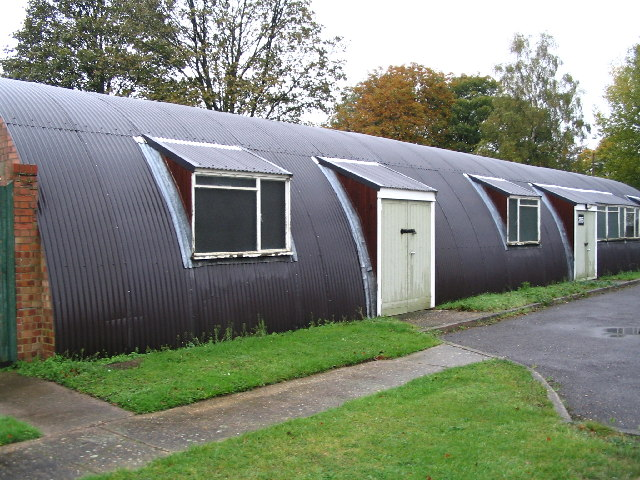
Este fue probablemente uno de los edificios originales en RAF Duxford y se utilizó como Club de Cabos en 1955.
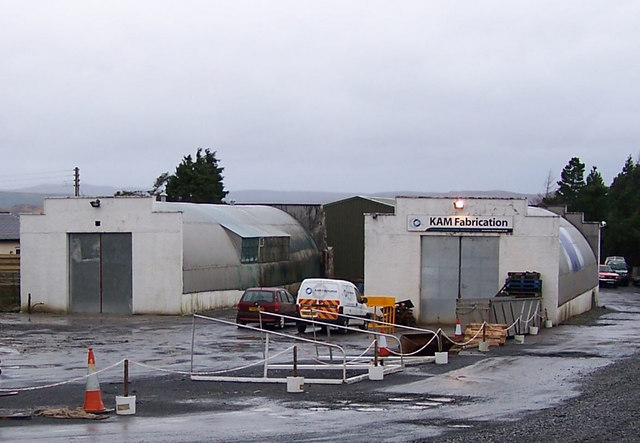
Cobertizos Nissen en uso como talleres en Borve, Skye
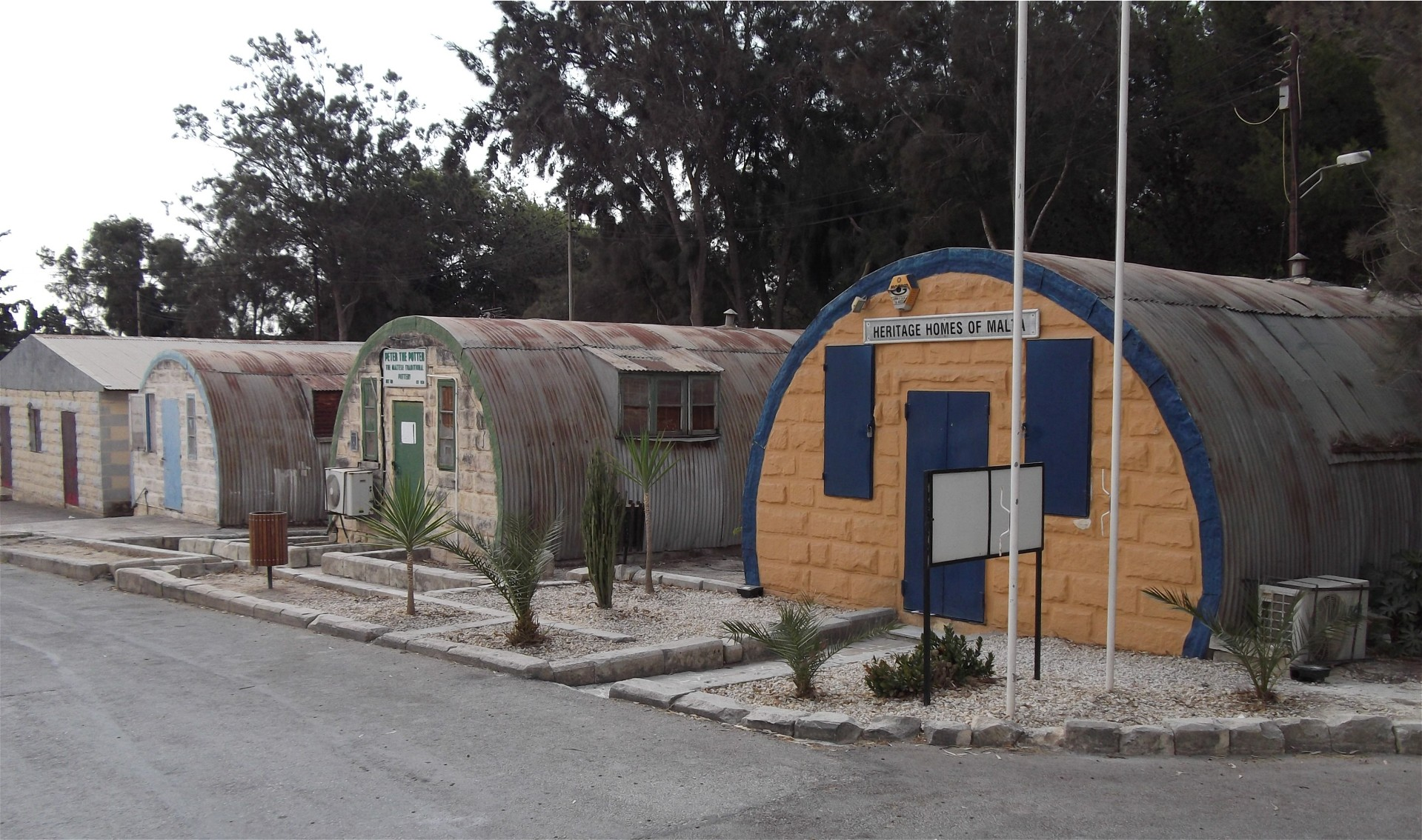
Antiguas cobertizos Nissen en RAF Ta Kali, Malta, que ahora forman parte de un pueblo de artesanos
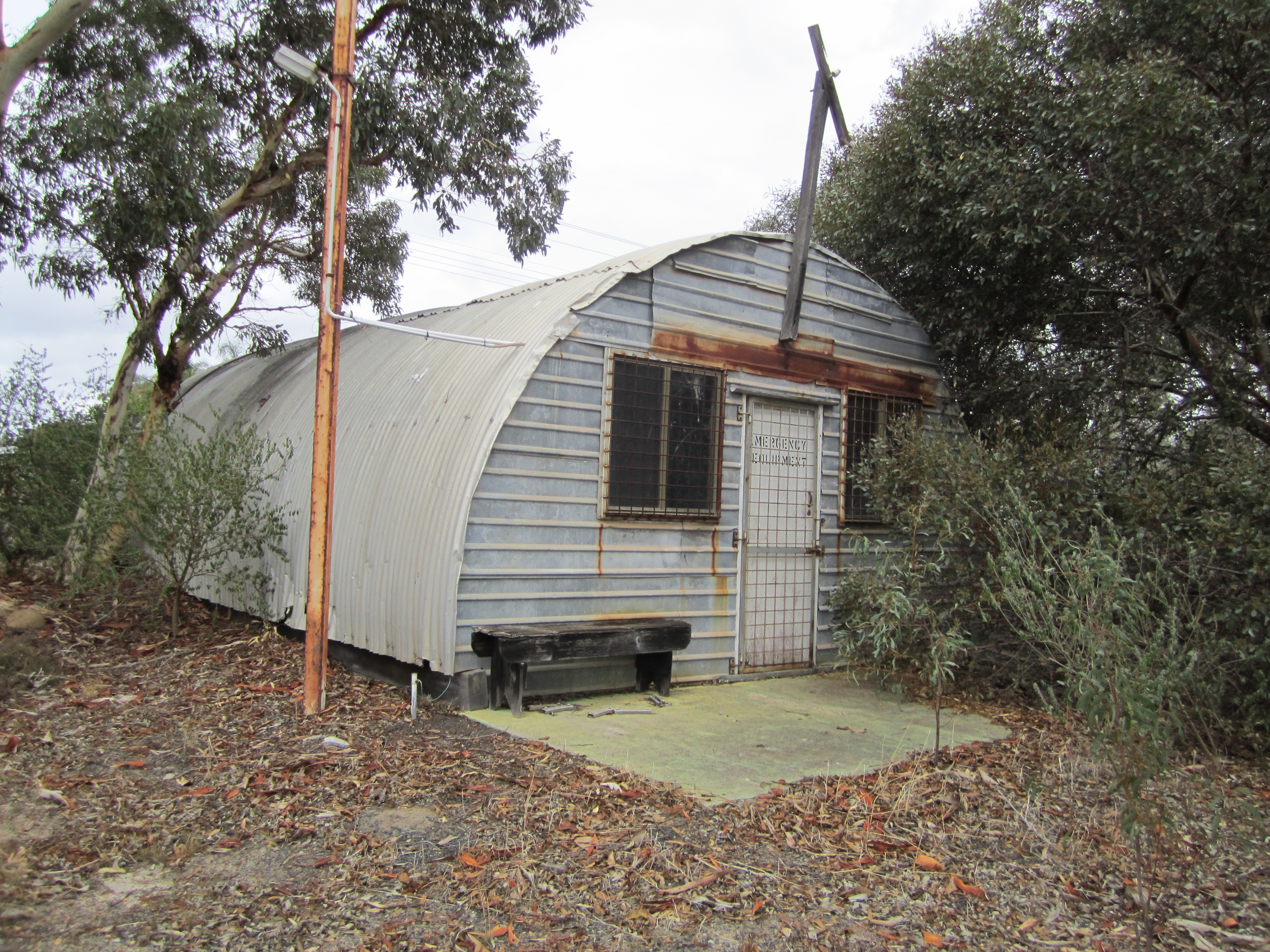
Antiguo campamento de migrantes de Main Roads en Narrogin, Australia Occidental (exterior)
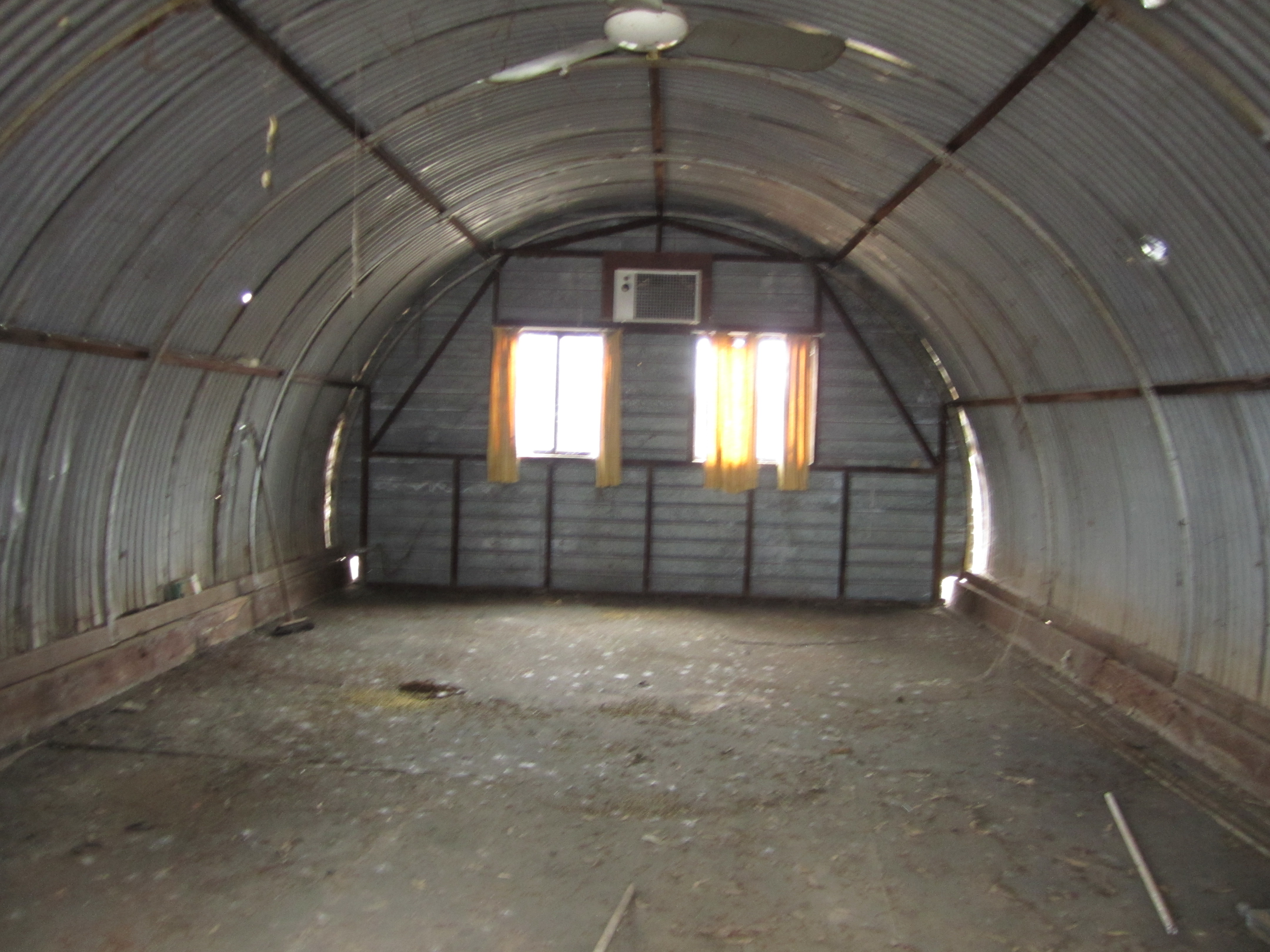
Antiguo campamento de migrantes de Main Roads en Narrogin, Australia Occidental (interior)
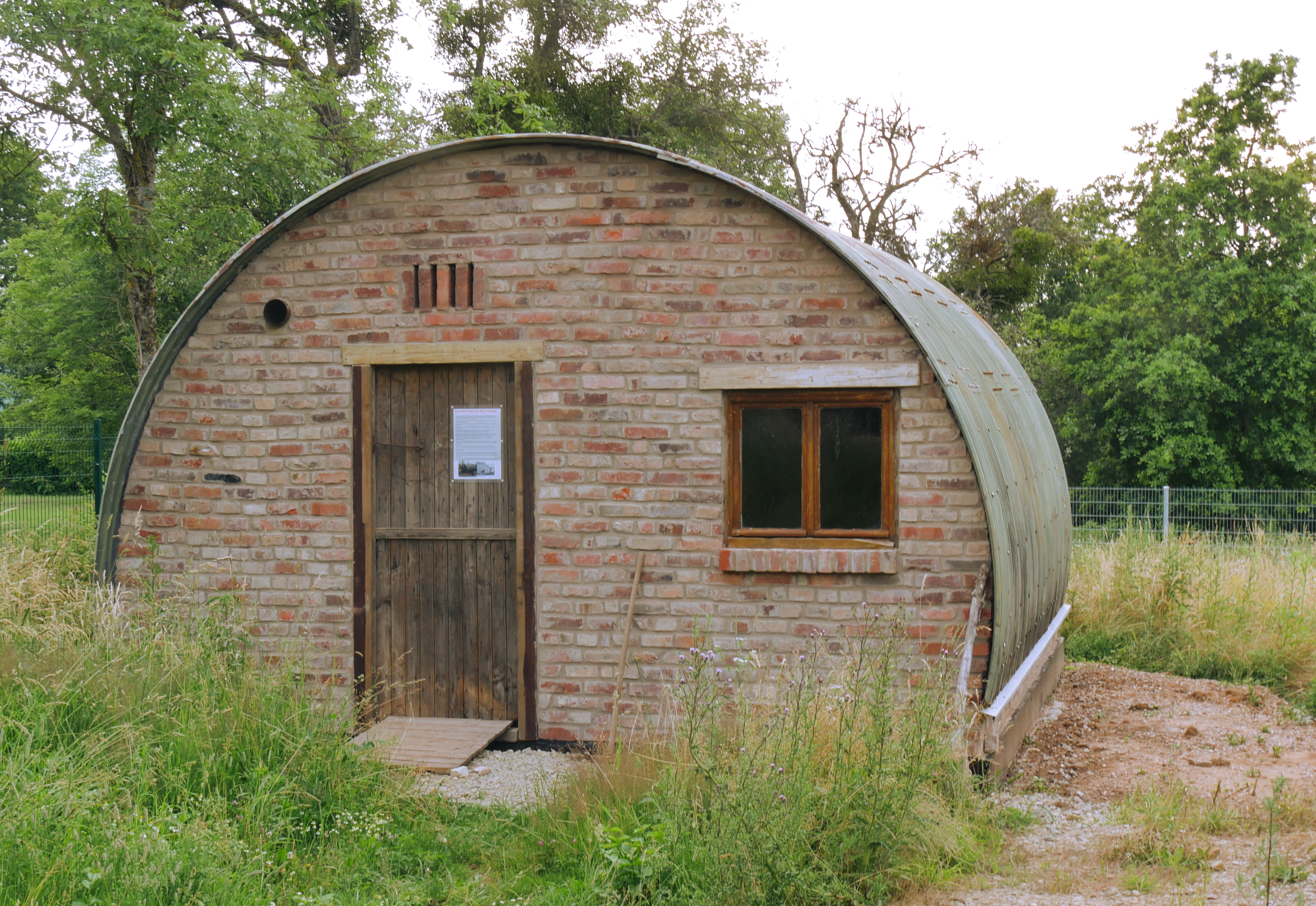
Cobertizo Nissen como refugio de emergencia - Museo al aire libre Roscheider Hof